# American Israel Public Affairs Committee
American Israel Public Affairs Committee (AIPAC) (en català: Comitè Americà Israelià d'Afers Públics), és un lobby estatunidenc israelià que realitza tasques a Washington DC, en el Congrés dels Estats Units i a la Casa Blanca, i que està a favor de mantenir una estreta relació entre l'Estat d'Israel i els Estats Units. Es descriu a si mateix com un Lobby israelià als Estats Units.
És una organització sense ànim de lucre amb una gran quantitat de membres, incloent-hi entre ells senadors i congressistes demòcrates, republicans i senadors independents. L'AIPAC és finançada per les contribucions dels seus membres.
L'AIPAC té un ampli suport al Congrés i al Senat dels Estats Units, el suport entre els membres del Congrés inclou la majoria de membres tant del Partit Republicà com del Partit Demòcrata.
En 2011, en la conferència de l'AIPAC hi van assistir aproximadament les 2 terceres parts del Senat dels Estats Units i les 2 terceres parts de la Cambra de Representants dels Estats Units, inclòs el President dels Estats Units: Barack Hussein Obama, Hillary Rodham Clinton, el líder de la majoria en el Senat, Harry Reid, i el portaveu de la Camara John Boehner. La conferència anual de l'AIPAC és la segona conferència en assistència, només per darrere en nombre d'assistents del discurs sobre l'Estat de la Nació.
AIPAC es va formar durant l'administració del President dels Estats Units Dwight D. Eisenhower, i des de llavors ha ajudat a assegurar l'ajuda i el suport dels Estats Units cap a l'Estat d'Israel.
El Comitè Americà d'Afers Públics d'Israel és un grup de pressió (un lobby) que defensa els interessos d'Israel en el Congrés dels Estats Units i en la Casa Blanca. L'actual presidenta d'AIPAC és la senyora Lillian Pinkus.
AIPAC és una de les moltes organitzacions pro-israelianes dels Estats Units, AIPAC afirma que té més de 100.000 membres, 17 oficines regionals i un ampli nombre de donants. El congressista de Califòrnia Brad Sherman ha dit que AIPAC "és la major organització que promou l'aliança entre Israel i els EUA".
AIPAC és un dels grups de pressió més poderosos dels EUA. L'organització no reuneix fons per als candidats polítics, però els seus membres reuneixen diners per finançar les campanyes dels polítics pro-israelians, a través de diversos comitès d'acció política, que l'organització AIPAC ajuda a establir per diversos mitjans.
Els seus crítics han declarat que l'AIPAC actua com un agent del govern israelià en el Congrés dels Estats Units, amb tot el seu poder i influència.
El grup ha estat acusat d'estar fortament aliat amb el partit Likkud d'Israel i el Partit Republicà dels Estats Units, però l'AIPAC afirma que el seu suport a l'Estat d'Israel ha de ser un afer de tots dos partits polítics.
El diari estatunidenc The Washington Post va descriure les diferències percebudes pel públic entre l'AIPAC i els altres grups de pressió sionistes com J Street: Encara que els dos grups s'anomenen bipartidistes, AIPAC ha guanyat el suport d'una aclaparadora majoria de jueus republicans, mentre que J Street es presenta a si mateix com una alternativa per als demòcrates que se senten incòmodes amb les polítiques de Binyamín Netanyahu i també amb els polítics conservadors que ofereixen el seu suport a l'AIPAC. L'organització, d'altra banda, es descriu com un grup de caràcter bipartidista.
Els projectes de llei que presenta en el Congrés dels Estats Units són sempre patrocinats conjuntament tant pels demòcrates com pels republicans. Els partidaris d'AIPAC afirmen que el seu caràcter bipartidista es pot veure en la seva conferència política anual, que el 2016 va incloure tant als candidats dels partits principals, la demòcrata Hillary Rodham Clinton i el republicà Donald Trump, com als demòcrates d'alt rang, incloent al anterior vicepresident Joe Biden i al president republicà de la Cambra de Representants dels Estats Units, Paul Ryan.

## Fundació Americana Israeliana per a l'Educació
La Fundació Americana Israeliana per a l'Educació (en anglès: The American Israel Education Foundation) (AIEF) és una organització sense ànim de lucre que forma part de l'AIPAC, el lobby pro-israelià dels Estats Units. L'AIEF va ser creada en l'any 1990. La fundació concedeix beques cada any per donar suport a programes educatius, i fomenta la recerca sobre els afers referents a la regió de l'Orient Mitjà. L'AIEF finança materials educatius, organitza conferències i programes de lideratge per als estudiants universitaris. A més de concedir beques per als programes del lobby de l'AIPAC, la fundació finança seminaris educatius a Israel per als membres del Congrés dels Estats Units, i per altres polítics influents, sobre la importància de la relació entre els Estats Units i l'Estat d'Israel, presenta informes redactats per experts en els afers referents a la regió de l'Orient Mitjà, i organitza trobades amb els dirigents polítics israelians.